# Ralph Steinman
Ralph Marvin Steinman, född 14 januari 1943 i Montréal i Québec, död 30 september 2011 i New York i New York, var en kanadensisk immunolog och cellbiolog verksam vid Rockefeller University, New York.
Nobelförsamlingen vid Karolinska Institutet tillkännagav den 3 oktober 2011 att Steinman tilldelats Nobelpriset i fysiologi eller medicin 2011 "för hans upptäckt av dendritcellen och dess roll vid förvärvad immunitet". Steinman tilldelades halva priset, medan den andra hälften delades mellan Jules Hoffmann och Bruce Beutler. Vid detta tillfälle var det inte bekant för Nobelkommittén att Steinman avlidit tre dagar tidigare, och hans universitet fick nyheten om hans död samma dag som Nobelpriset tillkännagavs. Efter ett beslut av Nobelstiftelsen fick han priset, trots att reglerna inte tillåter att man får priset om man avlider innan beslutet tas, eftersom beslutet togs utan Nobelstiftelsens vetskap om dödsfallet.
2007 tilldelades han Albert Lasker Basic Medical Research Award.